# Annika Saarikko
Annika Saariko (Oripää, 10 november 1983) is een Fins politicus namens de Centrumpartij, waarvan ze sinds 5 september 2020 de partijleider is. Sinds 27 mei 2021 tot 20 juni 2023 was ze minister van Financiën en vice-premier.

## Biografie
Saarikko werd bij de Finse parlementsverkiezingen 2011 gekozen als lid in het parlement. In het kabinet Juha Sipilä was van 10 juli 2017 tot 6 juni 2019 ze de minister van Gezinszaken en Sociale Diensten. Van 6 juni 2019 tot 27 mei 2021 was ze de minister van Wetenschap en Cultuur. Tijdens dit ministerschap was ze een jaar afwezig, in verband met zwangerschapsverlof, en werd ze vervangen door Hanna Kosonen. Voor het verlof was ze dit in kabinet van Antti Rinne en erna in dat van Sanna Marin. Op 20 juni 2023 kwam er een einde aan dit ministerschap door het aantreden van het kabinet-Orpo.
Saarikko is afgestudeerd in de filosofie aan de Universiteit van Turku. Ze heeft een major behaald op het gebied van mediaonderzoek.